# Wolfgang Haber

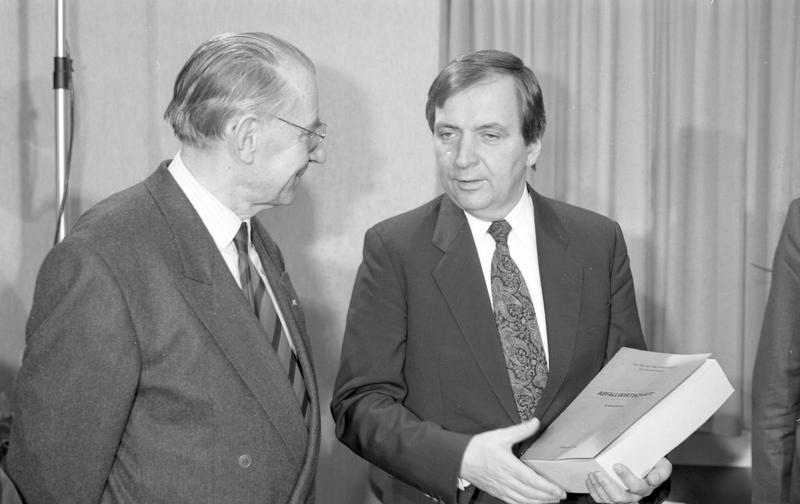
Wolfgang Haber (links) mit Umweltminister Töpfer, 1990

Wolfgang Haber (* 13. September 1925 in Datteln) ist ein deutscher Biologe und gilt als einer der  „Väter der Landschaftsökologie“ in Deutschland.

## Leben
Wolfgang Haber studierte Botanik, Zoologie, Chemie und Geographie an den Universitäten Münster, München, Basel, Stuttgart und Hohenheim. 1957 folgte die Promotion an der Universität Münster über Ökologische Untersuchungen des Bakterienbesatzes und der Atmung von verschiedenen Naturböden Mitteleuropas. 1957 bis 1962 war er Wissenschaftlicher Assistent bei Heinrich Walter in Hohenheim, 1962 bis 1966 Kustos und stellvertretender Direktor des Landesmuseums für Naturkunde in Münster. Von 1966 an war er Leiter des neu gegründeten Instituts für Landschaftspflege der TU München in Freising-Weihenstephan, das er später in Lehrstuhl für Landschaftsökologie umbenannte. Er war Inhaber dieses Lehrstuhls bis zu seiner Emeritierung im Jahre 1993.
Seine Forschungsgebiete sind Grundfragen der allgemeinen und theoretischen Ökologie; Anwendung der Ökologie in der Landnutzung, insbesondere im Naturschutz, in der landwirtschaftlichen Nutzung und in der Flurbereinigung; Entwicklung, Planung und Betreuung von Naturschutzgebieten, schutzwürdigen Biotopen, Natur- und Nationalparken; Ökosystemforschung und -modellierung; ökologisch orientierte Planung.
Haber prägte die wissenschaftliche und umweltpolitische Entwicklung des Naturschutzes in Deutschland und im internationalen Bereich entscheidend mit. Er war an der Begründung der Biotopkartierung und der Errichtung der ersten deutschen Nationalparke (Nationalpark Bayerischer Wald, Nationalpark Berchtesgaden) an führender Stelle beteiligt. Mit seiner Lehr- und Forschungstätigkeit seit den 1960er Jahren leistete er Pionierarbeit zu ökologischen Grundlagen des Naturschutzes, der Landes- und Landschaftspflege sowie Landschaftsplanung.
Wolfgang Haber war unter anderem Mitglied des Beirates für Naturschutz und Landschaftspflege beim Bundesministerium für Ernährung, Landwirtschaft und Forsten bzw. seit 1986 beim Bundesminister für Umwelt, Naturschutz und Reaktorsicherheit; 1979 bis 1990 Präsident der Gesellschaft für Ökologie, des Fachverbandes der Ökologen der deutschsprachigen Länder; 1985 Vorsitzender des Rates von Sachverständigen für Umweltfragen der Bundesregierung (SRU), und 1990 bis 1996 Präsident der International Association of Ecology (Intecol), des Dachverbandes der nationalen Fachverbände der Wissenschaft Ökologie. Er ist seit 1980 Mitglied des Deutschen Rates für Landespflege und war von 1991 bis 2003 auch dessen Sprecher. Er war ehrenamtlich in der Kommission Reinhaltung der Luft tätig.

## Auszeichnungen
Haber wurde 1993 als erstem der Umweltpreis der Bundesstiftung Umwelt verliehen. Die Auszeichnung wurde vor allem mit seinem weit über die Lehr- und Forschungstätigkeit hinausgehenden Engagement für den Naturschutz begründet. Für seine wissenschaftlichen Leistungen erhielt er zahlreiche weitere Auszeichnungen, darunter das Bundesverdienstkreuz 1. Klasse (1986), den Bayerischen Verdienstorden (1973), den Maximiliansorden (1993), die Ehrenpromotion zum Dr. sc. agr. h.c. durch die Universität Hohenheim (1989) und den Reinhold-Tüxen-Preis (2024).

## Thesen
Haber hat sich im Verlauf seiner jahrzehntelangen Arbeit immer wieder mit dem Stand der Ökologie in der Gesellschaft und der Forschung beschäftigt.
In seinem 2011 erschienenen Alterswerk “Die unbequemen Wahrheiten der Ökologie – Eine Nachhaltigkeitsperspektive für das 21. Jahrhundert” vertritt er die These „Nachhaltigkeit kann nur gelingen, wenn wir die Ökologie nicht verklären.“ Haber erteilt darin mystifizierenden Bildern vom Wesen des Menschen und der Natur eine klare Absage: Der Weg in eine nachhaltige Zukunft kann nach seiner Ansicht nur gelingen, wenn wir uns auf die Wirklichkeit besinnen und unseren Blick auf die Schlüsselprobleme des 21. Jahrhunderts richten. Diese sieht er in der Endlichkeit der Ressourcen und dem immensen Bevölkerungswachstum. Er fordert die Menschen auf, diese faktischen Prozesse als menschliches Handeln zu begreifen und zu akzeptieren. Damit knüpft er an einen Teil der human-ökologischen Perspektiven von Carl von Carlowitz an.

## Publikationen
- Mit Leidenschaft kommt man heute nicht weit. Interview mit Wolfgang Haber in: nodium, Zeitschrift des Alumni-Clubs Landschaft der TU München 2013 PDF
- Die unbequemen Wahrheiten der Ökologie. oekom Verlag 2010. ISBN 9783865812179 (auch in Englischer Sprache erschienen)
- mit Konstanze Schönthaler: Concept for integrated environmental monitoring. Umweltbundesamt, Berlin 1998.
- Nachhaltiger Umgang mit Böden. Initiative für eine internationale Bodenkonvention. Süddeutsche Zeitung, München 1999.
- Quantifizierung raumspezifischer Entwicklungsziele des Naturschutzes. Verl. der ARL, Hannover 1993
- Ökologische Grundlagen des Umweltschutzes. Economica-Verlag, Bonn 1993.
- mit Jürgen Salzwedel (Hrsg.): Umweltprobleme der Landwirtschaft. Sachbuch Ökologie. Hrsg. vom Rat von Sachverständigen für Umweltfragen. J. B. Metzler-Poeschel, Stuttgart 1993.
- Ökosystemforschung Berchtesgaden. Forschungsbericht 101 04 040/04, UBA-FB 86–114. Berlin 1990.
- Naturschutz und Landesentwicklung, Forderungen der Ökologie. Mit e. Einf. v. Carl Friedrich von Weizsäcker. 2. Aufl. Callwey, München 1974.
- Naturschutz und Landesentwicklung – Forderungen der Ökologie. DP-System Andernach 1972.
- Literatur von und über Wolfgang Haber im Katalog der Deutschen Nationalbibliothek